# Domenico De Biasio
Domenico De Biasio (Rocca Pietore, 6 aprile 1821 – Venezia, 15 agosto 1874) è stato un pittore italiano.

## Biografia
Nato da Pietro e da Elisabetta Darman, si formò a Venezia presso l'Accademia di belle arti. Tra i suoi professori vi fu Michelangelo Grigoletti il quale lo influenzò notevolmente, specialmente per quanto riguarda l'ispirazione alla scuola veneta cinquecentesca.
Esemplare, in questo senso, è la Vergine e il Bambino, una piccola tela conservata nel santuario di Santa Maria delle Grazie nell'omonima frazione di Rocca Pietore (1857 ca.). Lo stesso dipinto fa notare anche una certa adesione, invero assai libera, al purismo.
Dello stesso periodo è la Madonna e l'Infante assisi in una radura boscosa esposta al palazzo vescovile di Belluno. La composizione nitida e i colori accesi e sfumati rimandano al Giorgione, ma anche in questo caso la resa è molto più personale.
Mostra una certa raffinatezza la Sacra Conversazione, dipinto che si trova su uno degli altari della parrocchiale di Rocca Pietore. Altri lavori si trovano nell'arcidiaconale di Agordo.
Importante fu anche la produzione su commissioni private: si ricordano il ciclo di tele per palazzo Crotta-de Manzoni di Agordo, nonché i ritratti, peculiari per la partecipazione psicologica con il soggetto (altro riferimento alla lezione di Grigoletto). Di quest'ultimo ambito si ricorda un Autoritratto, oggi nella canonica di Rocca Pietore, e il Filosofo antico, conservato nel municipio di Agordo.
Vanno ricordati, infine, i lavori a tema storico (Raffaello e la Fornarina, già nella casa Pezzè di Agordo) dove sono ancora più palesi le vicinanze al purismo.